# Dioscorea blumei
Dioscorea blumei är en enhjärtbladig växtart som beskrevs av David Prain och Isaac Henry Burkill. Dioscorea blumei ingår i släktet Dioscorea och familjen Dioscoreaceae. Inga underarter finns listade i Catalogue of Life.